# Dutch Charts

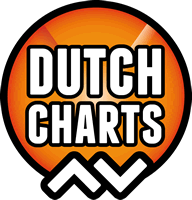
Logo seit 2015

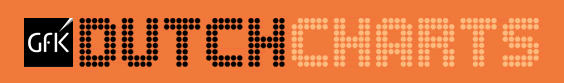
Logo der GfK Dutch Charts 2013

Die Dutch Charts, bis 2014 GfK Dutch Charts, sind niederländische Musikcharts, die von GfK Entertainment für die NVPI ermittelt und in Zusammenarbeit mit Hung Medien online veröffentlicht werden. Sie umfassen im Wesentlichen die Single Top 100 und die Album Top 100.

## Geschichte
Die heutigen Single Top 100 wurden 1969 von VPRO als Hilversum 3 Top 30 gestartet. Vorgänger waren sowohl die Tijd Voor Teenagers Top 10, die zwischen 30. November 1963 und 5. Februar 1966 bestanden, als auch die Parool Top 20 (auch bekannt als PS Popparade), die es zwischen 30. Oktober 1965 und 26. Juli 1969 gab. Seit 23. Mai 1969 stellte die NOS außerdem die Hilversum 3 Elpee Top 10 zusammen, die ersten LP-Charts. Am 4. Dezember 1970 übernahm die NOS auch die Singlecharts. Ab 27. Juni 1974 wurden die Listen mit der Einrichtung der Nationale Hitparade durch Buma/Stemra erstellt und ab Ende 1977 durch das Büro Intomart im Auftrag von Buma/Stemra. Ab Dezember 1989 war die Stichting Nationale Top 100 für die Erstellung verantwortlich, ab Februar 1993 die Stichting Mega Top 50, ab 1997 die Stichting Mega Top 100, ab 1999 schließlich Mega Charts BV (eine gemeinsame Tochtergesellschaft der Stichting Nederlandse Top 40 und der Stichting Mega Top 100). Nach dem Austritt der Stichting Nederlandse Top 40 aus der Mega-Charts-Gesellschaft übernahm die Stichting Mega Top 100 zusammen mit der GfK die Charts. Zunächst hießen sie GfK Mega Charts, ab Ende März 2008 gilt der Name GfK Dutch Charts. 2015 wurde der Name auf Dutch Charts verkürzt.
Als Nachfolgeliste der Elpee Top 10 war 1969 auch die LP Top 20 entstanden, die seit 6. Dezember 1969 zweiwöchentlich durch Radio Veronica und das Magazin Stereo Revue erstellt wurde. 1974 übernahm die Stichting Nederlandse Top 40 die Liste. Im Zuge der Zusammenarbeit zwischen Stichting Nederlandse Top 40 und Stichting Mega Top 50 fusionierten die jeweiligen Albumcharts 1999. Ab 2011 veröffentlichte die Stichting Nederlandse Top 40 kurzzeitig wieder eigene Albumcharts, die Album Top 40 (mittlerweile eingestellt).

### Entwicklung Singlecharts
| Seit              | Chartname                   | Positionen |
| ----------------- | --------------------------- | ---------- |
| 24. Mai 1969      | Hilversum 3 Top 30          | 30         |
| 3. April 1971     | Daverende Dertig            | 30         |
| 29. Juni 1974     | Nationale Hitparade         | 30         |
| 3. Juni 1978      | Nationale Hitparade         | 50         |
| 28. Februar 1987  | Nationale Hitparade Top 100 | 100        |
| 16. Dezember 1989 | Nationale Top 100           | 100        |
| 7. Februar 1993   | Top 50                      | 50         |
| 6. März 1993      | Mega Top 50                 | 50         |
| 28. Dezember 1996 | Mega Top 100                | 100        |
| 4. Januar 2003    | Mega Top 100                | 100        |
| 1. Mai 2004       | Single Top 100              | 100        |

Im Januar 2003 wurden die Top 100 durch 3FM auf 50 Positionen gekürzt. Unter dem Namen B2B Top 100 bestanden die Top 100 jedoch weiter, ab Mai 2004 als Single Top 100. Diese wurden nur noch online veröffentlicht. Die Mega Top 50, die ab Mai 2004 von 3FM ausgestrahlt werden, beziehen im Gegensatz zu den Single Top 100 auch verstärkt Airplay mit ein. Beide Listen können als Nachfolger der ursprünglichen Mega Top 50 von 1993 gesehen werden.
Am 5. Mai 2006 wurden erstmals auch digitale Downloadverkäufe bei Onlineanbietern wie iTunes, Radio 538, Tiscali und anderen mit aufgenommen. Anfangs gingen reine Downloadveröffentlichungen noch nicht mit in die Charts ein. Von dieser Ausgabe der Charts an waren es reine Verkaufscharts, weil gleichzeitig Airplay aus der Berechnung herausgenommen wurde. Als Anfang der 2010er das Musikstreaming immer populärer wurde, wurden auch die Liedabrufe bei Streaminganbietern wie Spotify und Deezer in die Chartermittlung einbezogen. In der Chartausgabe vom 6. Juli 2013 waren erstmals auch diese Daten miteinbezogen.

### Entwicklung Albumcharts
| Seit              | Chartname                            | Positionen |
| ----------------- | ------------------------------------ | ---------- |
| 28. Juni 1969     | Hilversum 3 LP Top 10                | 10         |
| 7. September 1974 | Nationale Hitparade LP Top 20        | 20         |
| 7. Januar 1978    | Nationale Hitparade LP Top 30        | 30         |
| 10. Juni 1978     | Nationale Hitparade LP Top 50        | 50         |
| 23. November 1985 | Nationale Hitparade Elpee Top 75     | 75         |
| 4. Oktober 1986   | Nationale Totale Top 75              | 75         |
| 25. Februar 1989  | Nationale Totale Top 100             | 100        |
| 16. Dezember 1989 | LP-MC-CD Top 100 (Nationale Top 100) | 100        |
| 15. Mai 1991      | CD/MC Top 100 (Nationale Top 100)    | 100        |
| 6. Februar 1993   | Album Top 100                        | 100        |
| 6. März 1993      | Album Mega Top 100                   | 100        |
| 15. Juli 1995     | Mega Album Top 100                   | 100        |
| 10. Juli 1999     | Album Top 100                        | 100        |

Seit 6. Februar 1993 wurden Kompilationen aus der Liste ausgeschlossen und in der eigenen Verzamelalbum Top 30 (später Compilation Top 30) untergebracht. Seit 17. April 2010 fließen die Verkäufe der Kompilationen zusätzlich in die kombinierte Combi Album Top 100 ein. Außerdem werden seit 2003 Alben, die älter als zwei Jahre sind, in den sogenannten Backcatalogue Top 50 untergebracht (und ab 2010 zusätzlich in den Combi Album Top 100). Ab 1. Juli 2012 wurden ferner Alben aus den Album Top 100 ausgeschlossen, die 8 Euro und weniger kosteten, und stattdessen in die Midprice Top 50 verlagert; gleichzeitig wurden die Backcatalogue Top 50 eingestellt. Mit Anfang April 2019 wurden auch die Midprice Top 50 eingestellt, sodass auch günstige Alben wieder in die Top 100 der Album Charts mit einfließen.

## Aktuelle Charts
Folgende Einzellisten werden aktuell durch Dutch Charts veröffentlicht:
- Single Top 100
- Album Top 100
- Compilation Top 30
- Vinyl Top 33
- Single Tip 30
- Nationale Airplay Top 50
- RadioNL Top 30 (niederländischsprachige Singles)

## Belege
1. ↑  Downloads gaan meetellen voor Single Top 100, Werner Schlosser, Entertainment Business, 28. April 2006.
2. ↑  Streaming nu ook meegeteld voor singlechart (Memento des Originals vom 18. Dezember 2015 im Internet Archive)  Info: Der Archivlink wurde automatisch eingesetzt und noch nicht geprüft. Bitte prüfe Original- und Archivlink gemäß Anleitung und entferne dann diesen Hinweis., Entertainment Business, 26. Juni 2013.
3. ↑  Midprice Top 50 (06/04/2019). In: Dutchcharts.nl. Abgerufen am 13. April 2020.